# Plaza del Sol (Zapopan, México)
Plaza del Sol es un centro comercial ubicado en la ciudad de Zapopan, México dentro del Área metropolitana de Guadalajara. Se ubica en el cruce de las Av. López Mateos y Av. Mariano Otero, entre los municipios de Zapopan y Guadalajara.
Este centro comercial fue el quinto en Iberoamérica y el segundo centro comercial de México, inaugurada el 25 de noviembre de 1969 solo 1 mes y 10 días después de haberse inaugurado Plaza Universidad en la Ciudad de México, el 15 de octubre del mismo año.

## Descripción
El centro comercial está dividido en 13 zonas, A, B, C, D, E, F, G, H, J, O, P, R y Z. Cada zona tiene diversos tipos de tiendas, los giros que ofrece el centro comercial en general son: almacenes de ropa, servicios financieros, fuentes de soda, cafeterías, tiendas de electrónicos, papelería, farmacia, pronósticos, entre otros.
Cuenta con un estacionamiento de gran capacidad y espacios abiertos para descansar.

## Historia
Debido a que la ciudad de Guadalajara mantenía sus principales comercios en el centro, surgió la idea de imitar los grandes centros comerciales de Estados Unidos para atraer comercios y servicios a esta zona de la ciudad. Al principio la idea se consideró vana y sin porvenir, pero hoy día sabemos que Plaza del Sol se ha convertido en uno de los centros de reunión para muchos tapatíos y turistas, ya que la zona donde se localiza se fue consolidando como la de mayor atractivo y mejor ubicación. Hoy en día en esta zona se ubican algunos de los mejores hoteles de la ciudad, el centro de exposiciones Expo Guadalajara.
Los doce fundadores de Plaza del Sol fueron: La familia Moragrega propietarios de las Tiendas MAXI; Carlos Vachez, de las Fábricas de Francia; Roberto Orozco, de Almacenes Roberto Orozco; Ángel Franco Camberos, de Almacenes Franco del Centro; la familia Sarquis, de la Cadena; Alfredo Dau, de la Muñeca; Alfonso Chalita, de Almacenes Chalita, Ricardo Montaño Beltrán, socio accionista y director general, de Droguerías Levy; La familia Varón, de Boneterías Varón, la familia Ravinovitz, de Mueblerías Bertha; René Baruqui de Casa Baruqui y Leopoldo Amutio, de Ferreterías Calzada, quienes formaron la sociedad de Centros Comerciales de Guadalajara, S. A. Después localizaron varios terrenos del cruce de las avenidas López Mateos y Mariano Otero, hoy día dos de las más importantes de la ciudad. Contrataron al prestigioso despacho Chaix & Johnson para que elaborara el proyecto, mismo que fue aprobado sin cambios y posteriormente se asignó al arquitecto Alejandro Zohn para dirigir el proyecto. La construcción estuvo a cargo de varias empresas que se asociaron con el nombre de Empresas Constructoras Asociadas, S. A. ya que debido a lo ambicioso del proyecto, una empresa por sí sola no podía realizar el trabajo.
Finalmente la obra se comienza en 1969 y terminada en noviembre de ese mismo año, para la Navidad. El nombre surge de sus dos posibles nombres Centro Comercial del Sol y Centro Comercial Plaza, que al fusionarse dan como resultado Plaza del Sol.
El Hotel Plaza del Sol, está ubicado dentro de la plaza comercial con más tradición de la Ciudad de Guadalajara y fue inaugurado por el Capitán de la Marina Mercante Española y Director Hotelero Español Don Juan Eugenio Mercadal y Roig (El Sr. Mercadal Fue Presidente de la Agrupación Hotelera Española y fue merecedor a la Medalla al Mérito turístico en el Palacio de la Zarzuela España).

## Datos de Acontecimientos
- Fue el tercer centro comercial en el mundo y el segundo en México, en utilizar la palabra «Plaza» para referirse a Centro Comercial, luego de la creación de Plaza Universidad.
- Es el centro comercial con más fama e historia en la ciudad de Guadalajara.
- Fue el centro comercial al aire libre por supremacía en Guadalajara, hasta la tranqulización del Boulevard Andares en Plaza Andares de Zapopan, diseñado por Estudio 3.14 .

## Primeros centros comerciales de Iberoamérica
- Centro Comercial Cada de las Mercedes, inaugurada en 1955 en Caracas, Venezuela!.
- Centro Comercial Iguatemi, inaugurada en 1966 en São Paulo, Brasil.
- Centro Comercial Plaza NACO, inaugurada en 1967 en Santo Domingo, República Dominicana.
- Centro Comercial Plaza Universidad, Inaugurada en octubre de 1969 en la Ciudad de México, México.
- Centro Comercial Plaza del Sol, inaugurada a finales de noviembre de 1969 en Guadalajara, México.
- Centro Comercial Plaza Satélite, inaugurado el 13 de octubre de 1971 en el Municipio de Naucalpan de Juárez, México.